# Herlufsholm Sogn
Herlufsholm Sogn ist eine Kirchspielsgemeinde (dän.: Sogn) auf der Insel Sjælland im südlichen Dänemark.
Bis 1970 gehörte sie zur Harde Øster Flakkebjerg Herred im damaligen Sorø Amt, danach zur Næstved Kommune im Storstrøms Amt, die im Zuge der  Kommunalreform zum 1. Januar 2007 in der „neuen“ Næstved Kommune in der Region Sjælland aufgegangen ist.
Im Kirchspiel leben 6730 Menschen, die meisten davon gehören zu den 44.996 Einwohnern von Næstved, insbesondere des Stadtteils Lille Næstved (dt.: Klein Næstved) (Stand: 1. Januar 2023).
Im Kirchspiel liegt die Kirche „Herlufsholm Kirke“.
Nachbargemeinden sind im Norden Gunderslev Sogn und Skelby Sogn, im Nordosten Rislev Sogn, im Osten Holsted Sogn, im Süden Sankt Peders Sogn und im Westen Fodby Sogn und Vallensved Sogn.

## Tochter des Ortes
- Charlotte Munck (Krankenschwester) (1876–1932), dänische Krankenschwester